# 勝浦町立生比奈小学校
勝浦町立生比奈小学校（かつうらちょうりつ いくひなしょうがっこう）は、徳島県勝浦郡勝浦町中角豊田にある公立小学校。

## 概要
児童卒業後は勝浦町立勝浦中学校へ進学する。

### 校歌
- 作詞: 保科千代次
- 作曲: 今川幹夫

## 通学区域が隣接している学校
- 勝浦町立横瀬小学校
- 阿南市立吉井小学校
- 小松島市立櫛渕小学校
- 徳島市宮井小学校